# Robert Abernathy
Robert Henry Abernathy (6. června 1924, Tucson, Arizona – 6. dubna 1990, tamtéž) byl americký lingvista, vysokoškolský profesor a spisovatel science fiction, jehož tvorba je řazena do období tzv. Zlatého věku sci-fi.

## Život
Vystudoval prestižní Princetonskou univerzitu v New Jersey a pak pracoval jako dopisovatel pro rozhlas NBC. V letech 1945 až 1951 pracoval na Harvardově univerzitě jako asistent na katedře slovanských jazyků. V roce 1951 obhájil disertační práci. Poté působil jako profesor lingvistiky na Coloradské univerzitě.
V letech 1942–1956 napsal kolem čtyřiceti vědeckofantastických povídek, které vydával v různých pulpových magazínech (Planet Stories, Astounding, Fantastic Universe, F&SF, Galaxy a další). Mnoho jeho příběhů bylo zahrnuto do různých antologií klasické sci-fi.

## Významné povídky
- Peril of the Blue World (1942).
- Heritage (1942)
- Mission from Arcturus (1943).
- Saboteur of Space (1944).
- The Canal Builders (1945).
- Failure on Titan (1947).
- The Dead-Star Rover (1949).
- Strange Exodus (1950)
- The Ultimate Peril (1950).
- Righteous Plague (1951).
- The Rotifers (1953).
- The Captain's Getaway (1953)

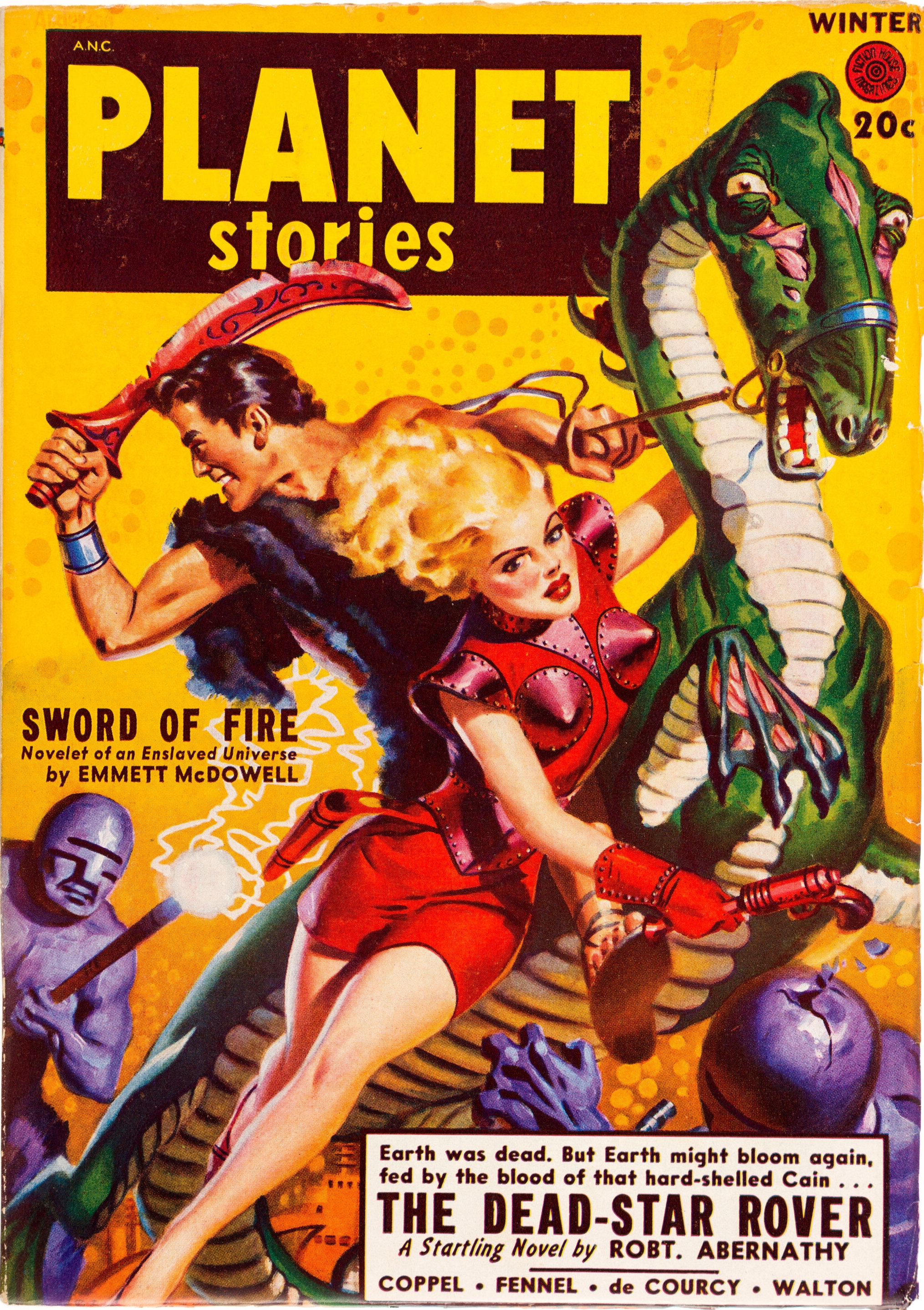
Titulní stránka Planet Stories z roku 1949 s autorovou povídkou The Dead-Star Rover

- Axolotl (1954), také jako Deep Space
- Heirs Apparent (1954)
- Pyramid (1954)
- Single Combat (1955, Nerovný boj).
- World of the Drone (1955).
- Junior (1956).
- Grandma's Lie Soap (1956)

## Česká vydání
Z autorova díla vyšly česky pouze dvě povídky:
- Nerovný boj, obsaženo v antologiích Labyrint (SNKLU, Praha 1962) a Tunel do věčnosti (Albatros, Praha 1999).
- Junior, vydáno v časopise klubu přátel literární fantastiky při PKG v Ostravě Leonardo 1988/1, přeložil Lubomír Klusák.